# Titanat de bismut
El titanat de bismut o òxid de titani de bismut és un compost inorgànic sòlid de bismut, titani i oxigen amb la fórmula química de Bi₁₂TiO20, Bi4Ti₃O₁₂ o Bi₂Ti₂O7.
La ceràmica de titanat de bismut es pot produir escalfant una barreja d'òxids de bismut i titani. Bi ₁₂ TiO 20 es forma a 730–850 °C, i es fon quan la temperatura s'eleva per sobre dels 875 °C, descomponent-se a la fosa a Bi4Ti₃O₁₂ i Bi₂O₃. Els cristalls simples de mida mil·limètrica de Bi₁₂TiO20 es poden fer créixer pel procés Czochralski, a partir de la fase fosa a 880–900 °C.
Els titanats de bismut presenten efectes electroòptics i efectes fotorefractius, és a dir, un canvi reversible en l'índex de refracció sota camp elèctric aplicat o il·luminació, respectivament. En conseqüència, tenen aplicacions potencials en suports d'enregistrament reversible per a aplicacions d'holografia o processament d'imatges en temps real.